# 19142 Langemarck
19142 Langemarck este un asteroid din centura principală de asteroizi.

## Descriere
19142 Langemarck este un asteroid din centura principală de asteroizi. A fost descoperit pe 26 septembrie 1989 la Observatorul La Silla de Eric Walter Elst. Asteroidul prezintă o orbită caracterizată de o semiaxă mare de 2,33 ua, o excentricitate de 0,18 și o înclinație de 3,6° în raport cu ecliptica.